# José Craveirinha
José Craveirinha (pseudonym för José G. Vetrinha) född 28 maj 1922 i Maputo, död 6 februari 2003, var en moçambikisk författare och journalist. Han skrev på portugisiska och var pionjär för négrituderörelsen i Moçambique.
Craveirinha var inte bara Moçambiques främsta lyriker, utan även en av de mest kända lyrikerna på portugisiska, och han tog emot en rad priser för sitt omfattande lyriska författarskap. Han fängslades av den portugisiska kolonialmakten under frihetskampen i landet. Hans mest kända diktsamling är Karingana ua Karingana (1974).

## Svenska översättningar
- 2002 – Dikter (i tolkning av Örjan Sjögren, Ordfront)
- 2006 – Att stava till ett kosmos (urval, introduktion och översättning Marianne Sandels, Almaviva)

## Priser och utmärkelser
- 1991 – Camões pris
- 2002 – Afrikas röst